# Elezioni presidenziali in Kazakistan del 2005
Le elezioni presidenziali in Kazakistan del 2005 si tennero il 4 dicembre.

## Risultati
| Candidati             | Partiti                                               | Voti      | %     |
| --------------------- | ----------------------------------------------------- | --------- | ----- |
| Nursultan Nazarbaev   | Otan                                                  | 6 147 517 | 91,15 |
| Zharmakhan Tuyakbay   | Per un Kazakistan Giusto (QKP - QDT - Naghyz Ak Zhol) | 445 934   | 6,61  |
| Alikhan Baimenov      | Partito Democratico «Ak Žol»                          | 108 730   | 1,61  |
| Yerassyl Abylkassymov | Partito Popolare Comunista del Kazakistan             | 23 252    | 0,34  |
| Mels Eleusizov        | Tabighat                                              | 18 834    | 0,28  |
| Totale                | Totale                                                | 6 744 267 | 100   |